# Microrregión de Pacajus
La microrregión de Pacajus es una de las microrregiones del estado brasileño del Ceará perteneciente a la mesorregión Metropolitana de Fortaleza. Su población fue estimada en 2006 por el IBGE en 98.390 habitantes y está dividida en dos municipios. Posee un área total de 414,407 km².

## Municipios
- Horizonte
- Pacajus

- Datos: Q634392